# 3184 Raab
3184 Raab је астероид главног астероидног појаса чија средња удаљеност од Сунца износи 2,664 астрономских јединица (АЈ).
Апсолутна магнитуда астероида је 12,1.